# Gregor Fučka
Gregor Fučka (Kranj, Eslovenia; 7 de agosto de 1971) es un exbaloncestista y entrenador italiano de origen esloveno que actualmente dirige al Club Bàsquet Santfeliuenc de la Segunda FEB. 

## Trayectoria

### Como jugador
Fue nombrado Mejor Jugador del Eurobasket 1999. Entre 2002 y 2006 militó en el F. C. Barcelona, club en el que consiguió ganar una Euroliga, dos Liga ACB y una Copa del Rey de Baloncesto, entre otros títulos. Previamente había conquistado dos Ligas y dos Copas de Italia, jugando en el Olimpia Milano y Fortitudo Bologna. En el año 2007 ganó con el Akasvayu Girona la Eurocopa de la FIBA. Fue integrante de la selección de baloncesto de Italia, con la que conquistó diversas medallas, entre las que destacan un Campeonato de Europa de Baloncesto o Eurobasket en 1999.

### Como entrenador
La carrera en los banquillos de Fucka se ha desarrollado sobre todo con los chavales como asistente en Trapani, en las selecciones italianas sub-14, sub-15 y sub-16, además en la academia de Fortitudo Bolonia. 
El 5 de febrero de 2025, firma como entrenador del Club Bàsquet Santfeliuenc de la Segunda FEB.

## Clubes

### Como jugador
- Olimpia de Ljubljana (Eslovenia): hasta 1990
- Stefanel de Trieste (Italia): 1990-1994
- Stefanel Milano (Italia): 1994-1997
- Fortitudo Bologna (Italia): 1997-2002
- FC Barcelona (España): 2002-2006
- Akasvayu Girona (España): 2006-2007
- Lottomatica Roma (Italia): 2007-2008
- Fortitudo Bologna (Italia): 2008-2009
- Pistoia Basket 2000 (Italia): 2009-2011

### Como entrenador
- Club Bàsquet Santfeliuenc (2025-actualidad)

## Palmarés

### Títulos internacionales de selección
- 1997 Campeonato de Europa. Selección de Italia. Medalla de Plata.
- 1999 Campeonato de Europa. Selección de Italia. Medalla de Oro.
- 1 medalla de Plata en los Goodwill Games: 1994, con la selección de Italia.
- 1 medalla de Plata en el Mundial júnior de Edmonton: 1991, con la selección de Italia.
- 1 medalla de Oro en el Eurobasket júnior: 1990, con la selección de Italia.
- Participante en los Juegos Olímpicos de Sídney de 2000, con la selección de Italia.

### Títulos internacionales de club
- 1 Euroliga: 2003, con el F. C. Barcelona.
- 1 Eurocopa de la FIBA: 2006-2007 con el Akasvayu Girona.

### Títulos nacionales de club
- En Italia:

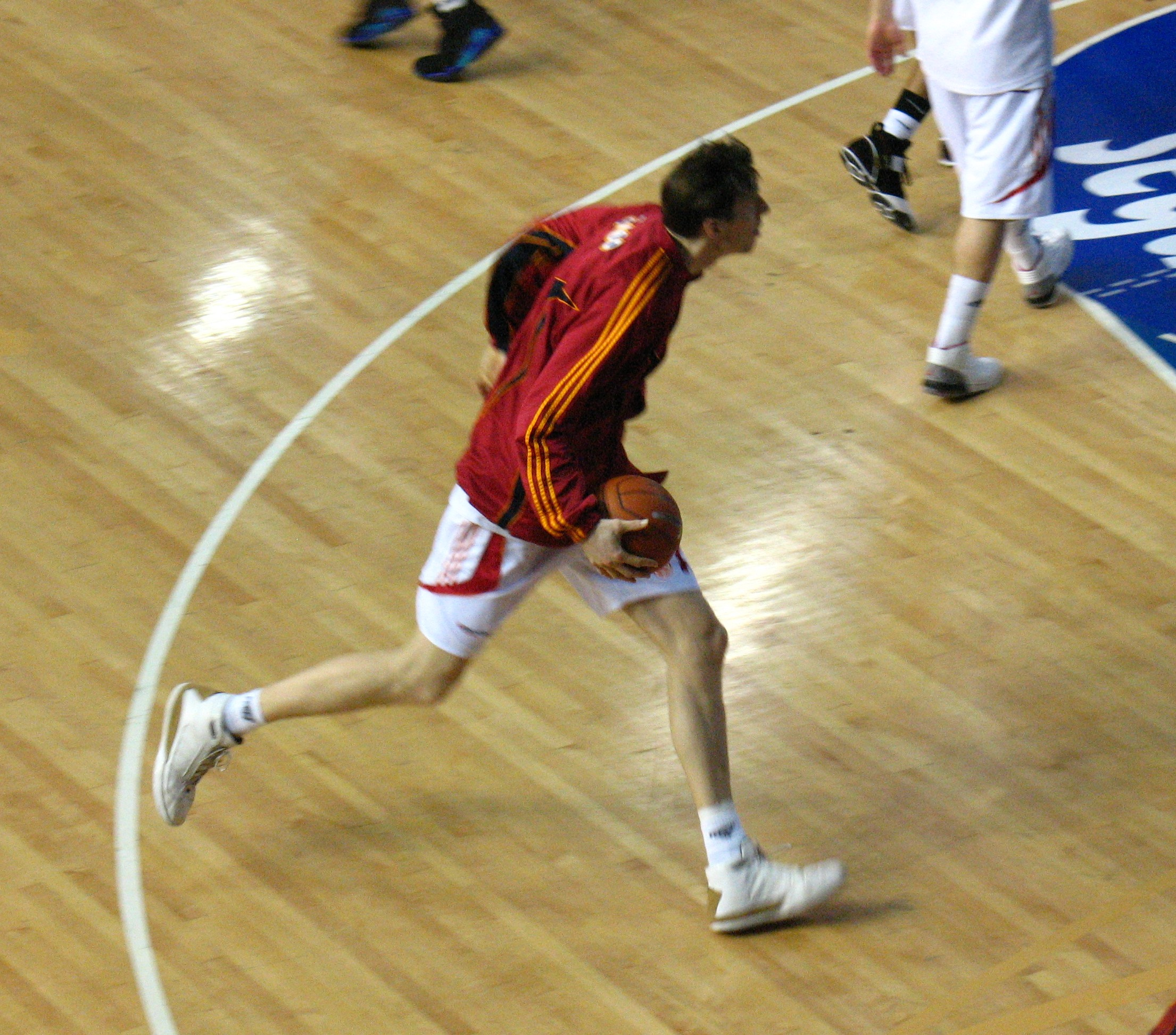
Gregor Fučka en la rueda de calentamiento del partido que enfrentó al F. C. Barcelona y el Lottomatica Roma de Euroliga en febrero de 2008.

- 2 Ligas italianas: 1995-96 con el Stefanel Milano, y 1999-00 con el Fortitudo Bologna.
- 2 Copas italianas: 1995-1996 con el Stefanel Milano, y 1997-1998 con el Fortitudo Bologna.

- En España:

- 2 Liga ACB: 2003, 2004 con el F. C. Barcelona.
- 1 Copa del Rey de Baloncesto: 2003,  con el F. C. Barcelona.
- 2 Lliga Catalana de Bàsquet: 2004-2005, con el FC Barcelona y 2006-2007, con el Akasvayu Girona.
- 1 Supercopa ACB: 2004-2005, con el F. C. Barcelona.